# Tartüff
Tartüff is een Duitse dramafilm uit 1926 onder regie van Friedrich Wilhelm Murnau. Het scenario is gebaseerd op het gelijknamige toneelstuk van de Franse auteur Molière.

## Verhaal
Een huishoudster overtuigt haar werkgever ervan om haar de enige erfgename van zijn fortuin te maken. Hij schrapt daarom zijn kleinzoon uit zijn testament. Door zich als filmmaker voor te doen, tracht de kleinzoon zijn grootvader op andere gedachten te brengen.

## Rolverdeling
| Acteur        | Personage    |
| ------------- | ------------ |
| Hermann Picha | oude man     |
| Rosa Valetti  | huishoudster |
| Emil Jannings | zoon         |
| André Mattoni | kleinzoon    |
| Werner Krauß  | Orgon        |
| Lil Dagover   | Elmire       |
| Lucie Höflich | Dorine       |